# Agía Paraskeví (Corfou)
Pour les articles homonymes, voir Agía Paraskeví (homonymie).
Agía Paraskeví (grec moderne : Αγία Παρασκευή) est une localité située dans le dème de Corfou-Nord, dans le district régional de Corfou, dans la périphérie des Îles Ioniennes, en Grèce.
Selon le recensement de 2021, elle compte 87 habitants.